# 酒保商人

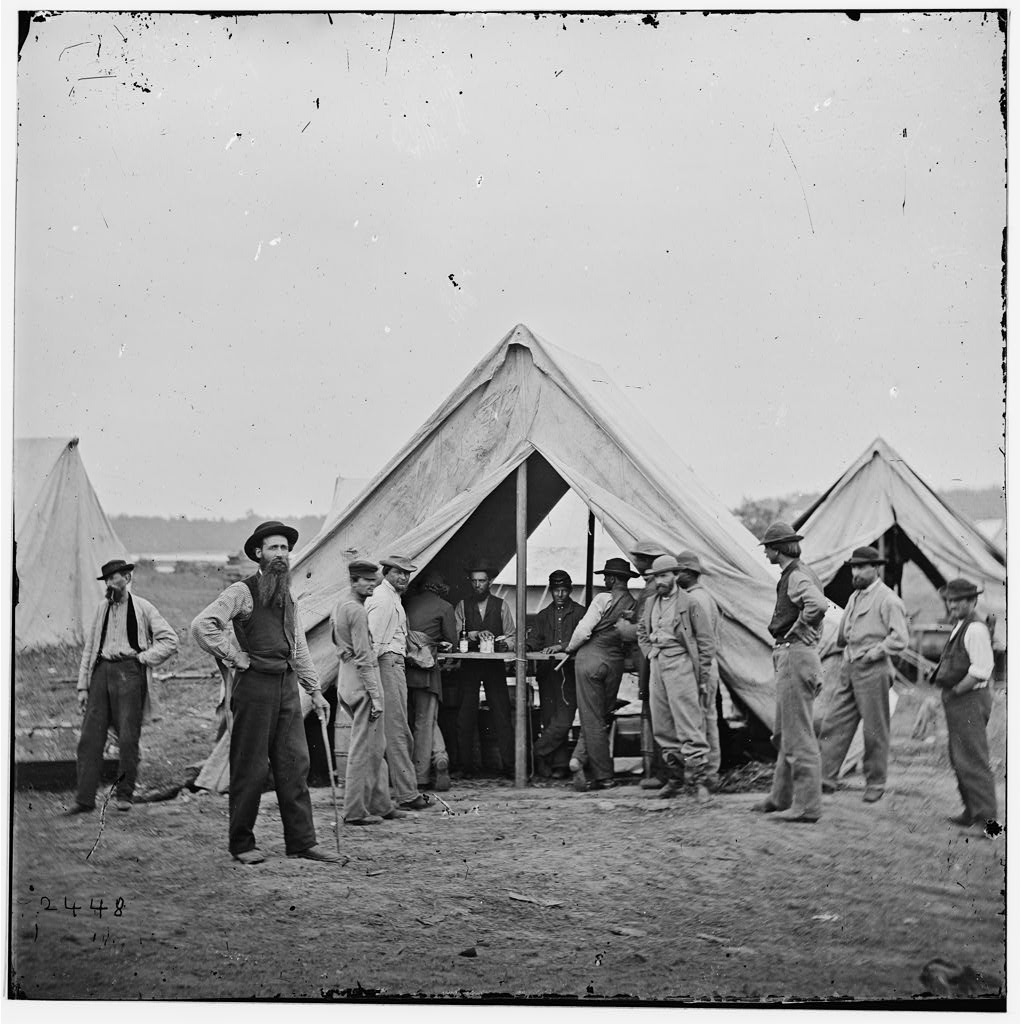
アメリカ南北戦争で活動した酒保商人

酒保商人（しゅほしょうにん、英: sutler、victualer、伊: mercatante、mercadante、独: Marketender）または従軍商人（じゅうぐんしょうにん）は、軍事組織に食料や装備などを販売する商人である。軍が自前の兵站組織を持たなかった時代には軍の兵站を請け負っていた。

## 概要
酒保商人は連隊長と契約を交わし、連隊の兵士達に食料や武器から賭博・娼婦などの娯楽を供給していた。また、略奪品の買い取りなども行っていた。中世における活動形態は、連隊ごとに専属の酒保商人が付いてきて、軍隊の行軍と共に移動するというものであった。人数は付属する連隊と同等かそれ以上の大所帯になり、炊事洗濯から売春婦まで大勢の女性も連れていた。兵士は報酬を現金で受け取り、酒保商人から物資やサービスを購入、戦利品の現金化をしていた。
第一次世界大戦頃になると装備や食事を統一し、兵站を考慮した近代的な軍隊が誕生した。軍需物資は軍の輜重部隊が受け持つようになり、食事はレーションで提供されるようになったが、嗜好品や慰安施設の運営などは民間業者に請け負わせていた。
現代では兵站・整備・物流などを請負う民間軍事会社が中世の酒保商人のように活動している。また駐屯地などの施設内に民間の小売店が出店し、隊員に嗜好品を販売している。

## 各国の酒保商人

### 古代ギリシア
古代ギリシアにおいては、戦争時に奴隷を含む戦利品を買い取る商人や、食糧を提供する商人が随伴した。スパルタには公認の戦利品売りがおり、競売者は戦利品を兵士や随伴の商人に売った。アテナイはペロポネソス戦争のシチリア遠征で食糧を調達する際、現地の住民の市場で買うほかに随伴の商人からも買い、戦利品は対外交易用の市場であるエンポリウムに送った。また、キュロスが遠征を行った際には、アナトリアの小売人やリュディア人による移動食糧市場があった。中立地や敵地では、市場がつねに利用できるとは限らず、特に糧食の補給が重要となった。

### ヴィヴァンディエール
フランス軍連隊に従軍した女性酒保商人は、ヴィヴァンディエールという。ヴィヴァンディエールは、フランスだけでなく、アメリカ南北戦争の時にも存在した。

### 日本軍
日本では物資の調達は兵士個人が行ってい現地で調達していたが、長期間の行軍では兵粮奉行が小荷駄を率いるなど軍が一元管理していた。
野戦酒保規程により軍の認可する請負商人に酒保の経営を委託していた。この当時の酒保商人は、嗜好品の販売の経営なども行っていた。
自衛隊では駐屯地にコンビニエンスストアが出店しており、菓子などの嗜好品が購入できる。

### 中国
三国時代、魏の司馬懿は蜀との戦争中、長安で軍市を開き、「軍市候」という管理職を置き、呉の潘璋も戦争中には軍市を開いていた（潘璋が富を築いた一因とされる）。
呉では永安2年（259年）に兵士が長江に船を浮かべて商業に従事することを警告した詔も出されている（前掲書）。